# Росоха (Вармінсько-Мазурське воєводство)
Росоха (пол. Rosocha, нім. Jägerswalde) — село в Польщі, у гміні Пецки Мронґовського повіту Вармінсько-Мазурського воєводства.
Населення — 142 особи (2011).
У 1975-1998 роках село належало до Ольштинського воєводства.

## Демографія
Демографічна структура станом на 31 березня 2011 року:
|          | Загалом | Допрацездатний вік | Працездатний вік | Постпрацездатний вік |
| -------- | ------- | ------------------ | ---------------- | -------------------- |
| Чоловіки | 70      | 13                 | 47               | 10                   |
| Жінки    | 72      | 19                 | 37               | 16                   |
| Разом    | 142     | 32                 | 84               | 26                   |